# タイ国立科学博物館

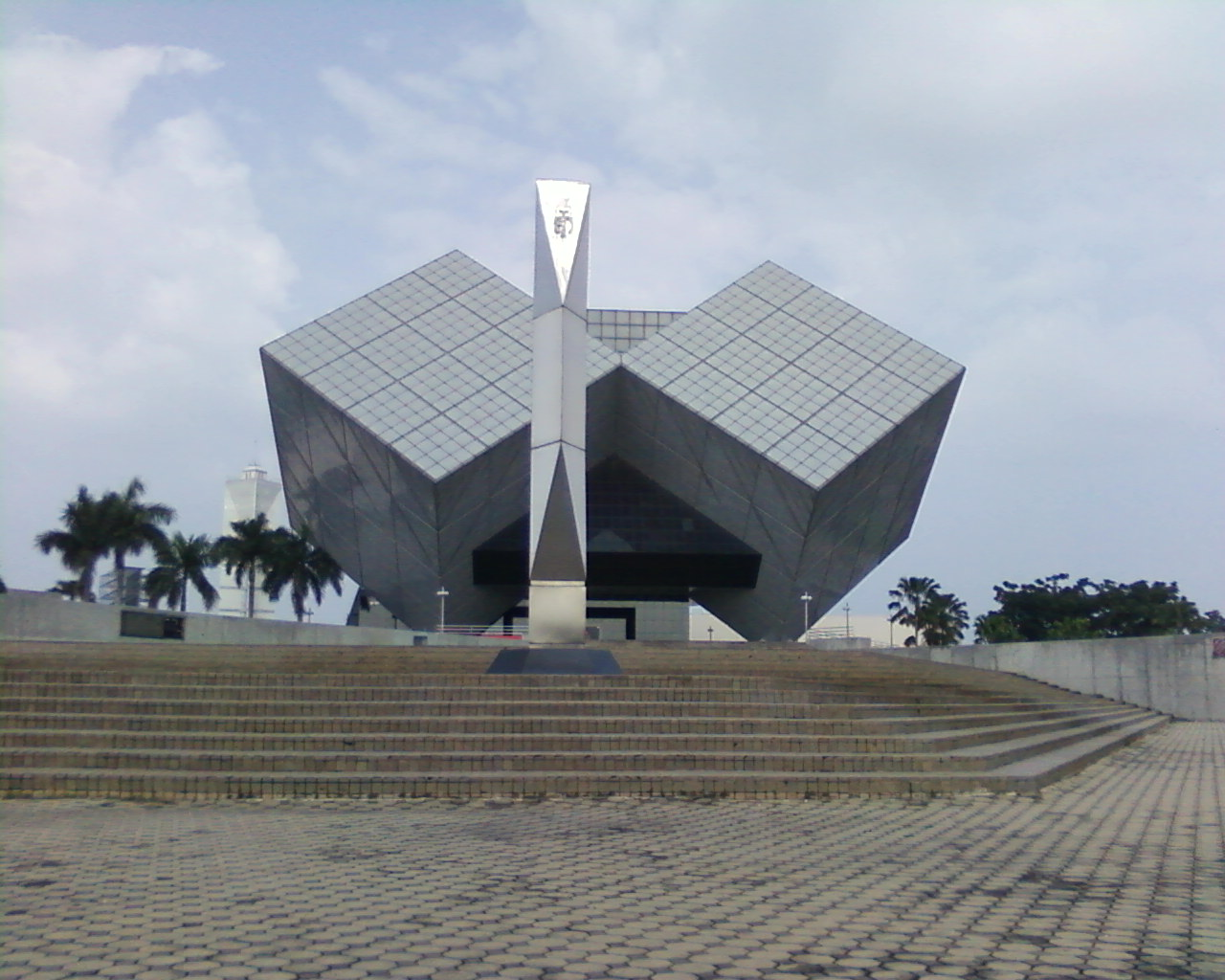

タイ国立科学博物館 (タイ語:พิพิธภัณฑ์วิทยาศาสตร์แห่งชาติ、英語：National Science Museum of Thailand　英略称：NSM）は、タイ王国の国立の科学博物館。2000年に開館。タイ王国 内閣科学技術省監督下の国営事業であるタイ国立科学博物館機構(タイ語:องค์การพิพิธภัณฑ์วิทยาศาสตร์แห่งชาติ、タイ語略称อพวช、英語：Thai National Science Museum）によって運営されている。

## 概要
タイ国立科学博物館は、タイ王国の科学教育のセンターとして社会に科学技術、研究開発、生物多様性など科学に関する知識を普及することを目的とする。2000年、シリキット王妃の60歳の誕生日を記念して開館。典型的な科学展示のほかに、製陶、彫刻、笊編、冶金などのタイの伝統技術について展示やタイの自然環境とタイの人々との関係についての展示がある。

### 略歴
- 1990年-内閣が科学技術環境省に国立科学博物館開設および関連プロジェクトの企画を指示。
- 1991年- 内閣は国立科学博物館プロジェクトを王妃誕生日プロジェクトとして承認し、6億5,000万バーツの予算をつける。
- 1992年-予算がプロジェクトに委ねられ、建設地選定、建設計画が進行。
- 1994年-国立科学博物館の建設開始。総予算5億1429万バーツ。
- 1995年-国立科学博物館機構を設置。同年7月27日、国立科学博物館委員会が指名。
- 1997年-国立科学博物館の展示作成を開始。展示の設計、構成、インスタレーションを制作。さらにタイ国立自然史博物館、タイ国立情報技術博物館建設が進められる。
- 2000年1月8日-タイ国立科学博物館が公式に開館。

## 本館所在地
パトゥムターニー県 クローンルワン郡 タムボン・クローンハー テクノターニー（เทคโนธานี ต.คลองห้า อ.คลองหลวง จ.ปทุมธานี 12120） 

## 本館建物
国立科学博物館の本館は注目を引く幾何学的なデザインをしており、この建築はタイの科学技術の進歩を表象しているといえる。建物は3つの各辺20mの立方体が相互に支えあって構成されている。鉄筋コンクリート製の6階建てで、展示スペースは18,000㎡。建物の外壁は堅固性が高く、メンテナンスフリーなセラミックスチール材を使用している。また、火災予防基準を遵守し、内部には火災報知器、スプリンクラーなどの設備を整えている。

## 展示内容
- 1階展示室 - 歓迎の挨拶、黎明期の科学者たちの紹介、インターネット室、教育室、企画展示室。
- 2階展示室 - 発明・発見の歴史と科学技術の確立。
- 3階展示室 - 基礎科学、エネルギーのトンネル、映写室。
- 4階展示室 - 私たちの世界、環境、建築、国家事業、農業。
- 5階展示室 - 私たちの体、交通・通信、健康、家庭の科学、未来の科学
- 6階展示室 - タイの伝統科学技術

## タイ国立科学博物館機構
国立科学博物館の事業、研究の運営はタイ国立博物館機構によって行われている。この機構は1995年に設置。事務所はパトゥムタニー県の科学技術省庁舎内にある。さらに機構は以下の3つの科学博物館を管理している。
- タイ国立科学博物館
- タイ国立自然史博物館（พิพิธภัณฑ์ธรรมชาติวิทยา）-総面積3,000㎡の建物の一階部分で原生生物や菌、生物進化などについての生物学展示が行われている。
- タイ情報技術博物館（พิพิธภัณฑ์เทคโนโลยีและสารสนเทศ）- 総面積9,300㎡の建物を持つ。

## 関連事項
- 科学技術省 (タイ)